# Sokilnîkî, Znameanka
Sokilnîkî (în ucraineană Сокільники) este un sat în comuna Petrove din raionul Znameanka, regiunea Kirovohrad, Ucraina.

## Demografie
Componența lingvistică a localității Sokilnîkî
     Ucraineană (100%)
Conform recensământului din 2001, toată populația localității Sokilnîkî era vorbitoare de ucraineană (100%).